# Università di Scienze Gastronomiche

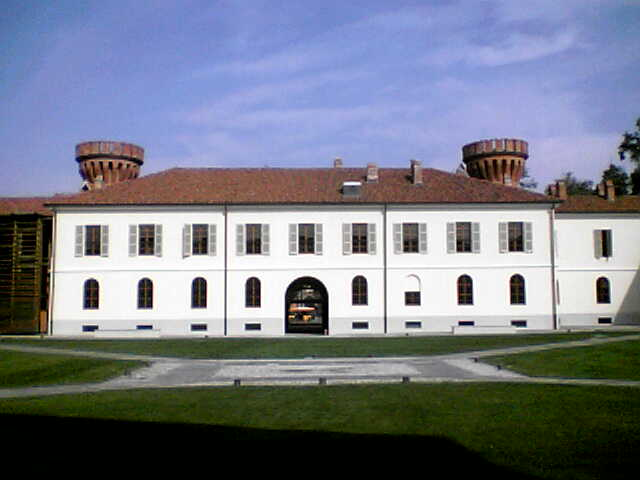
Università di Scienze Gastronomiche im Castello di Pollenzo (2006)

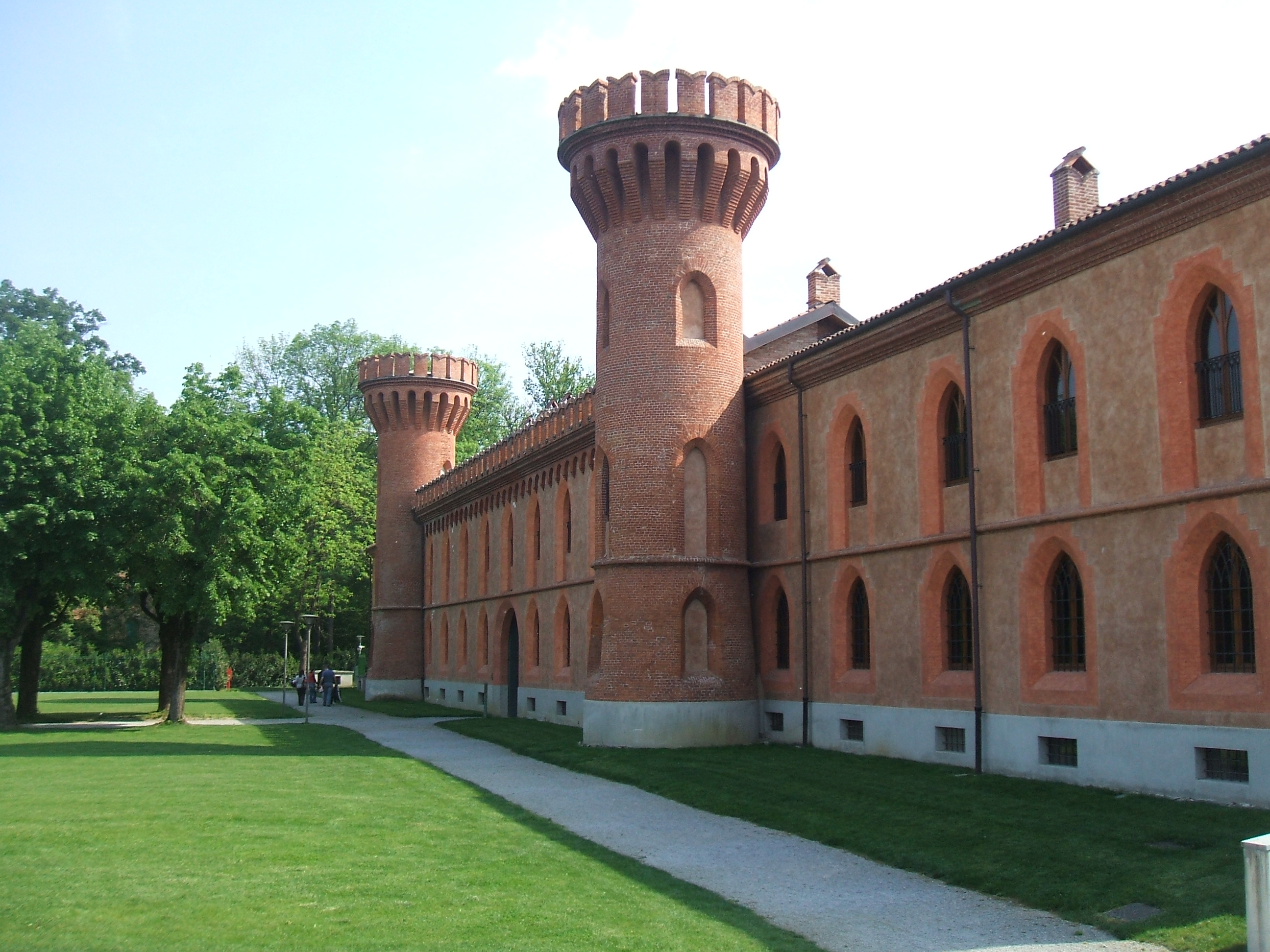
Università di Scienze Gastronomiche im Castello di Pollenzo (2007)

Die Universität für Gastronomische Wissenschaften (kurz: UNISG; italienisch Università di Scienze Gastronomiche di Pollenzo) ist eine italienische Privatuniversität in Pollenzo, Piemont.
Die Hochschule wurde 2004 von Carlo Petrini, dem Gründer der internationalen Bewegung Slow Food, und in Zusammenarbeit mit den Regionen Piemont und Emilia-Romagna gegründet. Ziel der Initiative war die Schaffung eines internationalen Bildungs- und Forschungszentrums für nachhaltige Landwirtschaft, die Erforschung und Erhaltung der biokulturellen Vielfalt und die Entwicklung eines interdisziplinären Ansatzes, der Lebensmittelwissenschaft und -technologie mit Sozial-, Human-, Bio- und Agrarwissenschaften verbindet. Die Universität ist als eine einzige Fakultät organisiert und bietet auf verschiedenen Ebenen Studiengänge an, die sich ausschließlich auf den Bereich Lebensmittel und Wein beziehen.
Sie hat ihren Sitz im historischen Castello di Pollenzo in Pollenzo, einem Ortsteil der Gemeinde Bra im Piemont. 